# Gare de La Brohinière
Gare de La Brohinière – stacja kolejowa w Montauban-de-Bretagne, w departamencie Ille-et-Vilaine, w regionie Bretania, we Francji.
Jest stacją Société nationale des chemins de fer français (SNCF), obsługiwaną przez pociągi TER Bretagne.

## Położenie
Znajduje się na wysokości 78 m n.p.m., na 410,579 km linii Paryż – Brest, pomiędzy stacjami Montfort-sur-Meu i La Brohinière. Ze stacji wychodzą jeszcze dwie linie kolejowe do Dinan i Ploërmel.

## Usługi
Usługi kolejowe są prowadzone przez pociągi TER Bretagne, kursujące między Rennes Lamballe lub Saint-Brieuc.